# NGC 6258
NGC 6258 este o galaxie eliptică situată în constelația Dragonul. A fost descoperită în 28 iunie 1886 de către Lewis A. Swift.